# Collegiata di Santa Croce (Breslavia)
La collegiata della Santa Croce e San Bartolomeo, in polacco Kolegiata Świętego Krzyża i Świętego Bartłomiej, comunemente detta "Santa Croce", è una chiesa cattolica di Breslavia, in Polonia.
Sorge nei pressi della cattedrale, nell'Ostrów Tumski, al centro dell'Oder.

## Storia e descrizione

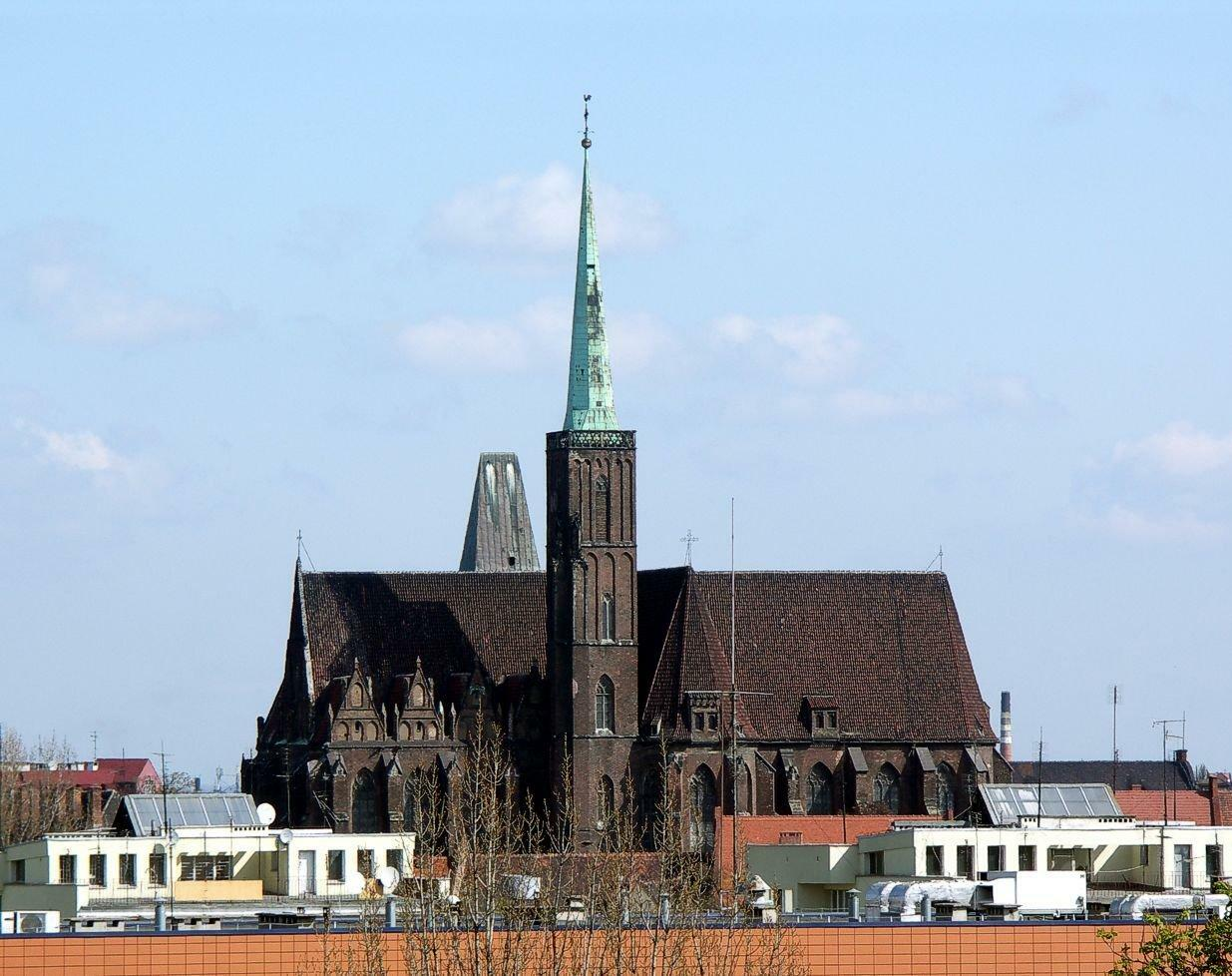
La chiesa emerge dal profilo cittadino.

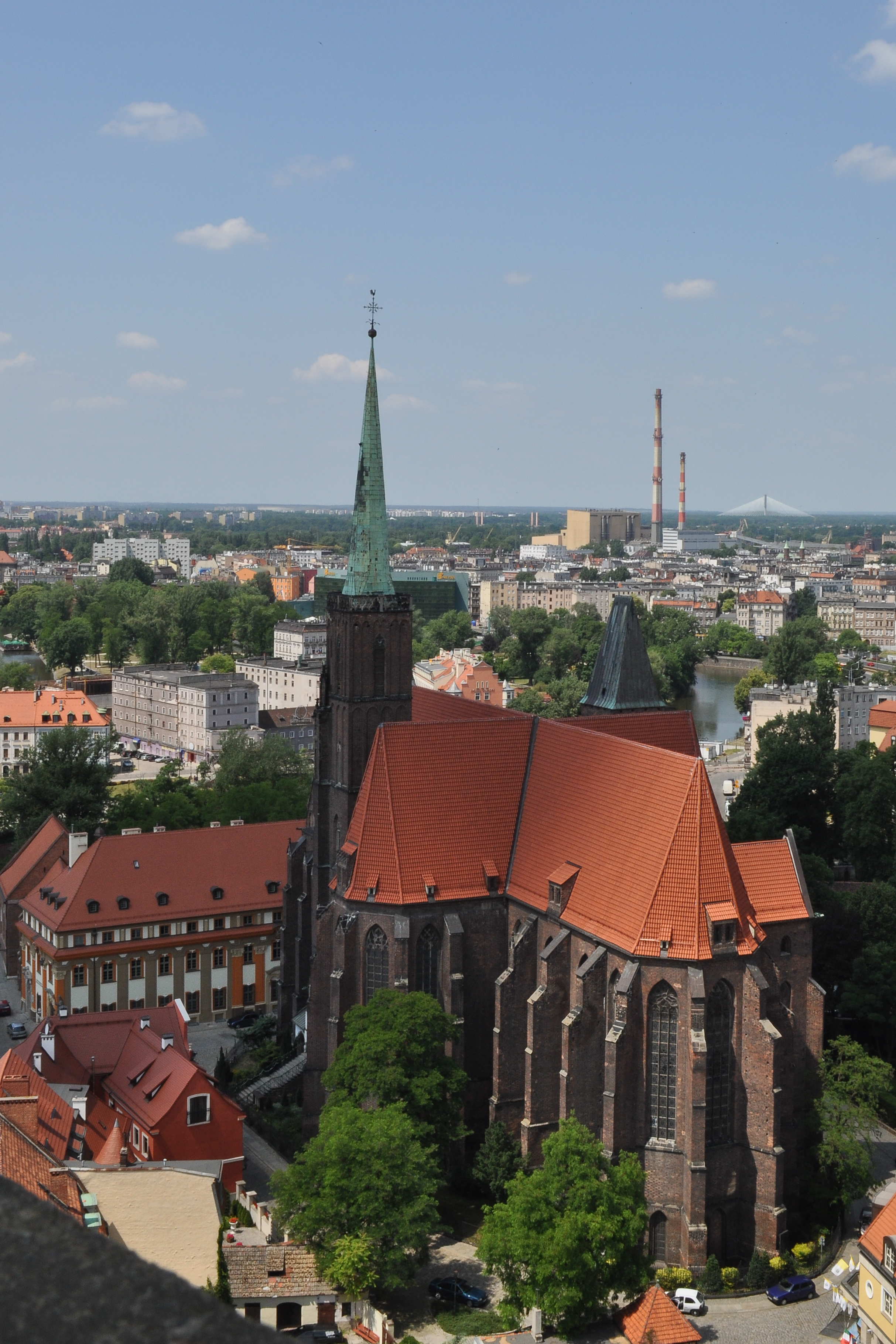
Veduta aerea della chiesa.

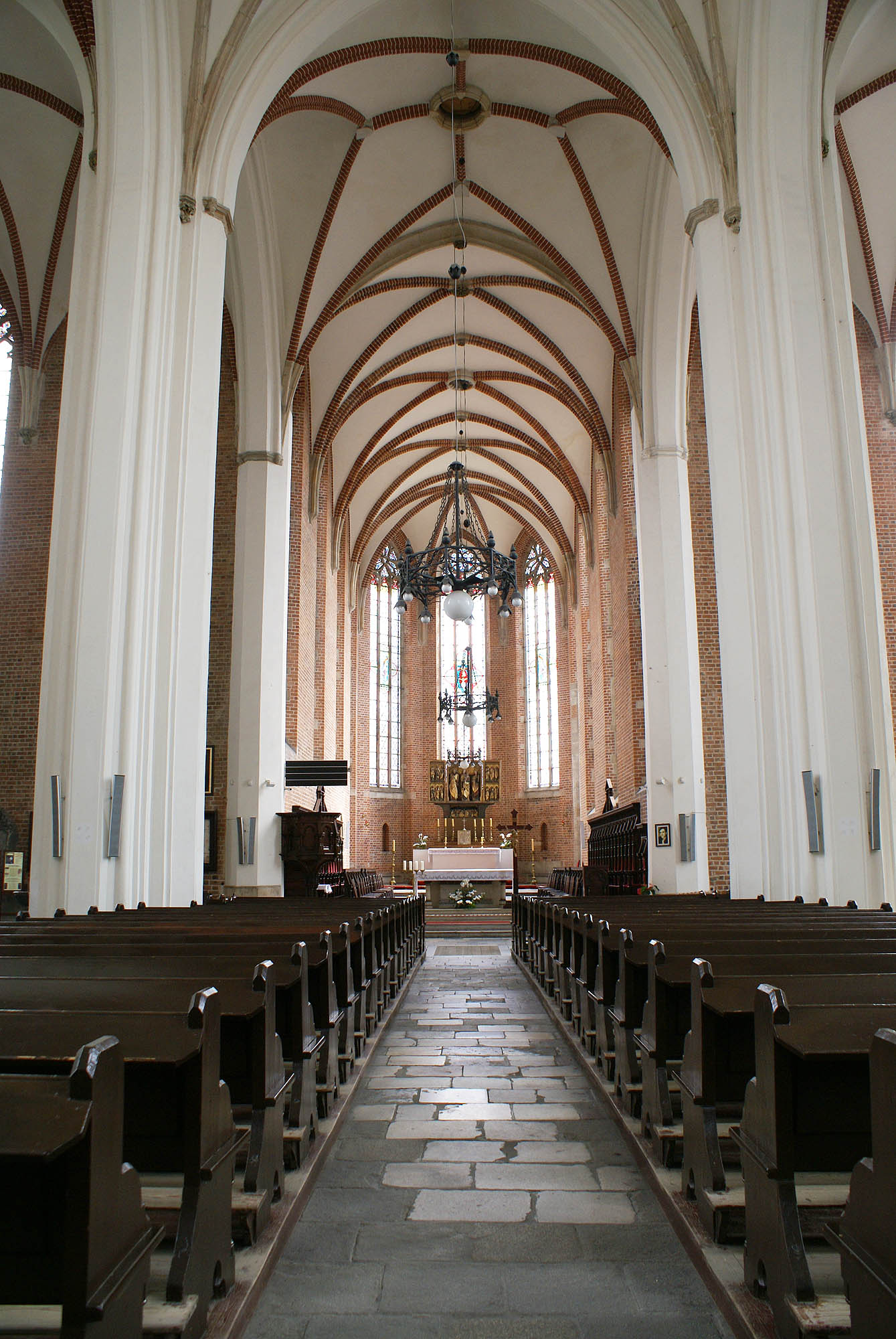
L'interno della chiesa superiore.

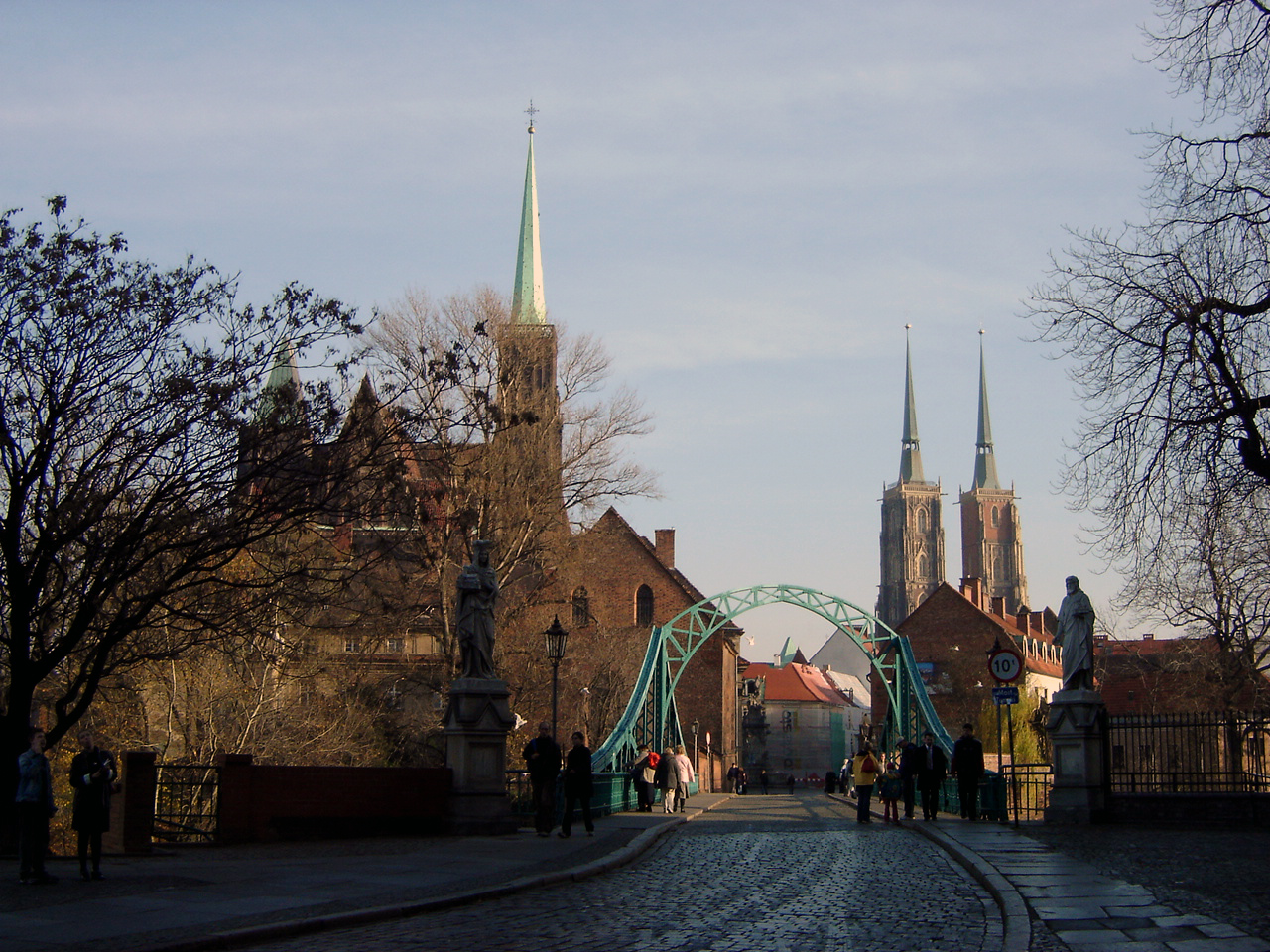
Veduta dell'isola della Cattedrale.

L'edificio venne eretto come ex voto dal duca Enrico IV il Probo nel 1288 per la fine del lungo contenzioso politico-ecclesiastico avuto col vescovo Tomasz Zaremba.
Il duca commissionò il tempio, voluto di fianco al suo castello, come mausoleo di famiglia, al Maestro Wiland. Tuttavia Enrico IV muore improvvisamente nel 1290 e la moglie Matilde del Brandeburgo ritorna in patria; due anni dopo muore anche il vescovo.
Era un edificio assai particolare, infatti è l'unico esempio in regione di chiesa a edifici sovrapposti: quella superiore dedicata alla Vera Croce, e quella inferiore a san Bartolomeo.
Il primo cantiere, svoltosi fra il 1288 e il 1295, realizzò il coro, mentre il transetto e il piedicroce vennero costruiti fra il 1320 e il 1350 dal vescovo Nanker.
Come da suo testamento, Enrico IV venne sepolto nella chiesa collegiata nel 1300, e la tomba venne poi completata nel 1320 (oggi è al Museo nazionale di Breslavia).
Fece parte della congregazione dei canonici presso la chiesa di Santa Croce fra il 1503 e il 1538 anche Niccolò Copernico. Durante la Riforma, come la chiesa si trovava sul terreno vescovile, rimase cattolica.
La chiesa inferiore ebbe una storia più turbolenta. Infatti venne più volte saccheggiata, trasformata in magazzino, rifugio e stalle. Fra il 1632 e il 1634 vi si insediarono le truppe svedesi.
Fra il 1672 e il 1723 l'interno venne barocchizzato con altari e mobili. Di fronte al fianco meridionale della chiesa venne eretto il monumento a san Giovanni Nepomuceno, nel 1730-32.
Nel 1810 la chiesa venne secolarizzata e sconsacrata. Nel 1925 vi viene fondata la parrocchia di Santa Croce e la chiesa superiore viene rinnovata nello spirito neogotico, volta a rimuovere gli arredi barocchi. Durante la seconda guerra mondiale la chiesa subì dei danni molto lievi in confronto ad altri edifici cittadini. Parte del tetto andò distrutta e parte del pavimento superiore crollò sulla volta della chiesa inferiore. Il complesso venne restaurato negli anni 1946-1950 e 1956-57. Fino al 1956 la chiesa inferiore venne utilizzata dalla comunità tedesca di Breslavia; poi dal 1997 divenne parrocchia greco-cattolica e nel 1999 vi fu ripristinato il capitolo collegiale.

## Descrizione
Si presenta come un'alta massa in mattoni divisa in due piani. Il piedicroce è aperto da alte e strette polifore rinserrate fra i contrafforti e coronate da frontoni triangolari. All'angolo fra il presbiterio e il transetto, sono due torri, di cui solo quella meridionale venne completata nel 1484 con la guglia di rame alta 69 metri. 
Molto insolito per la Slesia, l'edificio è costituito da due chiese sovrapposte del tipo hallenkirche. Presentano una pianta a croce latina, con piedicroce diviso in tre navate "a sala" e coro assai sporgente.